# Ioulia Lejneva
Ioulia Mikhaïlovna Lejneva (en russe : Юлия Михайловна Лежнева), ou Julia Lezhneva (selon la graphie anglaise), née le 5 décembre 1989 à Ioujno-Sakhalinsk, est une soprano colorature russe.
Née dans une famille de géophysiciens, elle a montré très tôt des talents musicaux. Entrée à l'École de musique Gretchaninov de Moscou puis au Conservatoire national Tchaïkovski, elle a obtenu en 2008 le diplôme d'art vocal et de piano. Elle a ensuite étudié à la Cardiff International Academy of Voice à partir de 2008. Elle a remporté plusieurs concours internationaux de musique : la Competition for Young Vocalists en 2006 et la 6e Competition for Young Opera Singers en 2007, et la 6e Mirjam Helin International Singing Competition d'Helsinki en 2009. Remarquée par Marc Minkowski, elle se produit désormais sur les plus grandes scènes du monde. En octobre 2010, son premier prix à l'Opera international Competition de Paris lui apporte la consécration.

## Discographie
- Jean-Sébastien Bach, Messe en si mineur. Label : Naïve Records
- Gioachino Rossini, Rossini Arias Label : Naïve Records
- Antonio Vivaldi, Ottone in villa – Verónica Cangemi, Sonia Prina, Julia Lezhneva, Topi Lehtipuu, Roberta Invernizzi; Il Giardino Armonico, Giovanni Antonini (chef d'orchestre). Label : Naïve Records RV729[2]
- Haendel, "Alessandro" Label : Decca Classics
- Vivaldi, "L'Oracolo in Messenia" Label : Virgin Classics
- "Alleluia" - Vivaldi, Haendel, Nicola Porpora (première site de l'éditeur] mondiale), Mozart - quatre motets, avec Il Giardino Armonico/Giovanni Antonini Label : Decca Classics
- "Pergolèse" - Stabat Mater ; Laudate pueri Dominum (Psaume 113) (en) ; Confitebor tibi domine - Album de Duos avec Philippe Jaroussky : Erato/Warner Classics
- "Johann Adolf Hasse : Siroe" (roi de Perse) - première mondiale d'opéra, opposite Max Cencic & Franco Fagioli, Decca Classics.
- "HAENDEL" - G.F. Handel's great early works written during his trip to Italy (La Resurrezione, Il Trionfo del Tempo e del disinganno, Dixit Dominus, Salve Regina, Apollo e Daphne, Rodrigo, Agrippina), avec Il Giardino Armonico/Giovanni Antonini  - Decca Classics, 2015